# Анастасий (Кримка)
Митрополи́т Анаста́сий (рум. Mitropolitul Anastasie, в миру Илия́ Кри́мка, рум. Ilie Crimca; ок. 1560, Сучава, Молдавское княжество — 19 января 1629, там же) — митрополит Молдовы (1608—1617; 1619—1629), каллиграф, миниатюрист и поэт.

## Биография
Сын сучавского торговца Ионы Кримки (Кримковича), в крещении был наречён Илией. Первое письменное упоминание о нём относится к февралю 1587 года, когда господарь Пётр Хромой подарил «Илие-дьяку» пустошь Унгураши. Позднее он принял монашеский постриг (предположительно в монастыре Путна) c именем Анастасий и с 1599 года служил священником в Сучаве.
В июне 1600 года был избран епископом Рэдэуцким, но уже в сентябре был смещён со своей кафедры. После этого Анастасий поселился в своём имении Драгомирешти близ Сучавы. В нём он основал монастырь Драгомирна. В 1602 году он построил в нём церковь во имя святых Еноха, Илии и Иоанна Богослова, а в 1602—1605 годы осуществил строительство крупного храма в честь Сошествия Святого Духа.
Анастасий дважды занимал престол молдавского митрополита (в 1608—1617 годы и с 1619 до своей смерти). Как предстоятель церкви много уделял внимания устройству монастырей, благотворительности, построил в 1619 году на свои средства в Сучаве первую в Молдове больницу. Исполняя поручения господарей, дважды как дипломат ездил в Польшу. Скончался в 1629 году и был похоронен в кафоликоне основанного им монастыря Драгомирна.
Монастырь Драгомирна, основанный Анастасием, стал культурным молдовским и славянским центром. В нём была организована школа миниатюристов и каллиграфов. Сохранилось более 25 рукописей, созданных в Драгомирне Анастасием и его учениками. При создании рукописей использовались миниатюры (за исключением ктиторских) и орнаменты из болгарских образцов, в частности для Елисаветградского Евангелия были использованы миниатюры Евангелия царя Иоанна-Александра 1356 года.